# Conflito armado no Peru
O conflito armado no Peru, foi um período da história peruana entre 1980 e 2000, marcado pela violência terrorista. Estima-se, segundo a Comissão para a Verdade e Reconciliação, que o conflito causou quase 70 mil mortes. Os principais atores neste conflito foram o Sendero Luminoso, o Movimento Revolucionário Tupac Amaru e o Governo do Peru.
Sua data de conclusão é tema de muito debate. Alguns acreditam que o conflito termina com a captura do líder do Sendero Luminoso, Abimael Guzmán, em 1992. Outros, que continuou até a queda do governo de Alberto Fujimori em 2000. Finalmente, alguns acreditam que o conflito ainda pendura porque um grupo armado que se reivindica como o Sendero Luminoso, regularmente ataca o exército peruano.
Em 2001, uma Comissão de Verdade e Reconciliação foi criada pelo presidente interino Valentín Paniagua para preparar um relatório sobre as causas do conflito armado. A Comissão estima que as perdas totais foram de 70 000 mortes (civis, guerrilheiros e militares combinados) entre 1980 e 2000. A maioria das vítimas deste conflito foram agricultores (56%), quechuas (75%), pobres e analfabetos (68%) das áreas rurais (79%). Todos os atores armados na guerra deliberadamente mataram civis, tornando o conflito mais sangrento do que qualquer outra guerra na história do Peru.
Desde a década de 2000, a guerrilha continua a diminuir, enquanto o exército peruano assume o controle gradual de todo o país. Além disso, o Movimento Revolucionário Tupac Amaru cessou suas operações e foi dissolvido. No entanto, os rebeldes do Sendero Luminoso ainda estão armando emboscadas aos destacamentos do exército do governo.